# 王黎光
王黎光（1961年11月—），中国现代作曲家，现任中国音乐学院院长及博士生导师、北京音乐家协会主席。此外他也是国务院特殊津贴专家、全国政协委员、北京市政协委员，入选“万人计划”及“四个一批”。

## 生平
王黎光出生于1961年11月。1978年9月至1980年10月他在黑龙江兵团三师二十一团的毛泽东思想宣传队工作，1980年10月至1986年9月，他在北大荒文工团担任演奏员和创作员。其1995年为电视剧《年轮》创作的主题曲《天上有没有北大荒》即是基于这段回忆写成的。
1986年9月王黎光就读中央音乐学院作曲系本科，1991年毕业。1991年至2003年曾在北京电视台担任台长办公室副主任、新闻部主任等职位。2003年6月至2015年11月担任北京电影学院党委副书记。2015年11月就任中国音乐学院院长。2018年成为北京音乐家协会主席。

## 作品
- 《宰相刘罗锅》主题曲《天地之间有杆秤》：为其大学毕业后创作的第一首影视主题曲[2]
- 《京华烟云》主题曲《发现》
- 《年轮》主题曲《天上有没有北大荒》
- 《东方为什么红》
- 《老阿姨》
- 《我的北京我的家》
- 《天下无贼》片尾曲《知道不知道》